# Hitting the Ground
Hitting the Ground je první a jediné sólové album amerického hudebníka Gordona Gana, frontmana skupiny Violent Femmes. Album vyšlo v srpnu 2002 u vydavatelství Instinct Records a jeho producentem byl Warren Bruleigh. Na albu se podílela řada hudebníků, mezi které patří Lou Reed, Martha Wainwright, PJ Harvey nebo John Cale.

## Seznam skladeb
Všechny skladby napsal Gordon Gano, mimo „Catch 'Em In the Act“ – tu napsal Gano a spolu s Lou Reedem.
1. „Hitting the Ground“
2. „Oh Wonder“
3. „Make It Happen“
4. „Don't Pretend“
5. „Catch 'Em In the Act“
6. „So It Goes“
7. „Run“
8. „Darlin' Allison“
9. „Merry Christmas Brother“
10. „It's Money“
11. „Hitting the Ground“

## Obsazení
- PJ Harvey – zpěv (1), kytara (1, 11)
- Mary Lou Lord – zpěv, kytara (2)
- Gordon Gano – zpěv (3, 10, 11)
- John Cale – klavír, zpěv (4)
- Lou Reed – kytara, zpěv (5)
- Linda Perry – zpěv (6)
- Frank Black – zpěv (7)
- They Might Be Giants – různé nástroje, zpěv (8)
- Cynthia Gayneaux – zpěv (9)
- Martha Wainwright – zpěv (10)
- Frank Ferrer – bicí (všechny písně mimo 4 a 8)
- Lonnie Hilyer – baskytara (2, 6)
- Melora Creager – violoncello (2)
- Brendan Ryan – klávesy (10)
- P.J. O'Connor – doprovodné vokály (10)
- Hope Debates – doprovodné vokály (10)